# Atletisme als Jocs Olímpics d'Estiu de 1920 - llançament de pes de 25 kg masculí
El llançament de pes de 25 kg masculí va ser una de les proves del programa d'atletisme disputades durant els Jocs Olímpics d'Anvers de 1920. La prova es va disputar entre el 20 i el 21 d'agost de 1920 i hi van prendre part 12 atletes de 4 nacions diferents.

## Medallistes
| Or                     | Plata              | Bronze                |
| Patrick McDonald (USA) | Patrick Ryan (USA) | Carl Johan Lind (SWE) |

## Rècords
Aquests eren els rècords del món i olímpic que hi havia abans de la celebració dels Jocs Olímpics de 1920.
| Rècord del Món |          |                    |                 |                 |
| Rècord Olímpic | 10m 46cm | Étienne Desmarteau | St. Louis (USA) | 1 setembre 1904 |

Patrick McDonald va establir un nou rècord olímpic en la qualificació amb un llançament d'11.00 metres. El superà en la final, on llençà el pes fins als 11m 265cm. En tant que la competició va ser la darrera vegada que es disputà, aquest rècord olímpic continua vigent.

## Resultats

### Qualificació
Els 12 atletes inscrits hi prenen part i disposen de tres llançaments. Els sis millors passaven a la final. Patrick McDonald és el millor amb un llançament d'11.00 metres.
| Pos. | Atleta           | Nació        | Distància |
| ---- | ---------------- | ------------ | --------- |
| 1    | Patrick McDonald | Estats Units | 11,000    |
| 2    | Patrick Ryan     | Estats Units | 10,925    |
| 3    | Carl Johan Lind  | Suècia       | 10,255    |
| 4    | Archie McDiarmid | Canadà       | 9,475     |
| 5    | Malcolm Svensson | Suècia       | 9,450     |
| 6    | Johan Pettersson | Finlàndia    | 9,375     |
| 7    | Edward Roberts   | Estats Units | 9,360     |
| 8    | Elmer Niklander  | Finlàndia    | 8,865     |
| 9    | Ville Pörhölä    | Finlàndia    | 8,850     |
| 10   | James McEachern  | Estats Units | 8,840     |
| 11   | Nils Linde       | Suècia       | 8,635     |
| 12   | Robert Olsson    | Suècia       | 8,555     |

### Final
McDonald és el millor torna a batre el rècord olímpic.
| Pos. | Atleta           | Nació        | Distància |
| ---- | ---------------- | ------------ | --------- |
| 1    | Patrick McDonald | Estats Units | 11,265    |
| 2    | Patrick Ryan     | Estats Units | 10,965    |
| 3    | Carl Johan Lind  | Suècia       | 10,255    |
| 4    | Archie McDiarmid | Canadà       | 10,120    |
| 5    | Malcolm Svensson | Suècia       | 9,455     |
| 6    | Johan Pettersson | Finlàndia    | 9,375     |